# AP-53 (Spanje)
De autopista AP-53 of Autopista Central Gallega (Galicisch: Autoestrada Central Galega) is een weg in het noordwesten van Spanje. Hij verbindt Santiago de Compostella met Ourense en volgt het traject van de N-525. De weg begint ten zuidoosten van Santiago de Compostella bij de aansluiting met de autopista AP-9 (72 km). Hij voert langs het kasteel Pazo de Oca en Lalín. Daarna loopt de snelweg verder als AG-53. Nabij Ourense kruist de weg met de autovía A-52 en de N-120.